# ハウメア (準惑星)
ハウメア（136108 Haumea）は、準惑星であり、太陽系外縁天体のサブグループである冥王星型天体の1つ。細長い形を持つことで知られている。スペインのシエラ・ネバダ天文台でホセ・ルイス・オルティスらのグループが発見し、2005年7月29日に公表した。仮符号は2003 EL61。シンボルは「」。
2008年9月17日に準惑星として国際天文学連合 (IAU) に認められた。同年7月のマケマケに次いで、準惑星としては5個目、冥王星型天体としては4個目である。

## 発見

ハウメアの軌道。青がハウメア、赤が惑星（一番外側の赤は海王星）、黒が太陽。

オルティスらのグループが2003年に行った観測を2005年に再分析したことによって発見された。一方、カリフォルニア工科大学のマイケル・ブラウンらのグループも、2004年5月6日の観測を元に12月28日にこの天体を発見し、9月の国際会議で発表する予定だった。小惑星センター (MPC) は、最初の報告者を発見者とする原則に基づき、オルティスらの発見として登録している。
ブラウンは当初、この発見の手柄をオルティスらに帰すことを支持していた。しかし、オルティスらの発表は、ブラウンの共同研究者の9月の講演のタイトルが公開された直後であり、そのタイトルには天体の仮称「K40506A」が含まれていた。そのことを不審に思ったブラウンは調査を行い、その結果、「K40506A」をGoogle検索すると、彼らが観測に使ってきたCTIO/SMARTS望遠鏡の観測記録にたどり着けることに気付いた。さらに、通常は望遠鏡の使用者しかアクセスしないその観測記録に、オルティスの研究機関から繰り返しアクセスがあったことが、明らかになった。そのためブラウンは、オルティスの発見は不正なものであるか、仮に独自に天体を発見してその後に偶然にブラウンらの観測記録にアクセスしてしまった（オルティスはのちにそう主張した）のだとしても、発表時にそのことを隠していたことは研究倫理に反するとしている。
なお、ブラウンはこの調査の過程で、彼らが発見したが未発表だった 2003 UB313（後のエリス）と2005 FY9（後のマケマケ）の観測記録も外部からアクセス可能であることに気付いたので、ハウメアと同様の事態を防止するため、急遽、オルティスらの発見発表の翌日に、それらの発見を公表した。
最も古い観測記録として、パロマー天文台の1955年のデジタイズド・スカイ・サーベイ (DSS) に映っていた。この観測は発見には寄与していないが、正確な軌道を求めるのに貢献している。

## 名称
2006年9月8日、(134340) 冥王星、(136199) エリス、(136472) 2005 FY9と共に小惑星番号が与えられ、ハウメアは136108番となった。また、冥王星型天体として認められると同時に、ハワイ諸島の豊穣の女神ハウメアに因んで命名された。この名前を提案したのはブラウンの共同研究者のデイヴィッド・ラビノウィッツであり、ハウメアが多くの子を産んだことと、2003 EL61 がおそらくは天体衝突により2個の衛星と多くのハウメア族小惑星を産んだことに因んでいる。
オルティスらが提案した名前は Ataecina で、古代のイベリア半島でルシタニア人などに信仰されていた、死と再生をつかさどる地下世界の女神の名である。イベリア半島なのは（オルティスらの）観測地であるシエラ・ネバダ天文台に由来しており、神の性質は冥王星（プルートー）を先例としている。しかし、IAUは地下世界の神話からの名を海王星との共鳴天体に与えると決めていたため、この名は採用されなかった。
正式に命名されるまで、この天体はサンタという愛称で呼ばれていた。これは、ブラウンらがこの天体の存在に気づいたのがクリスマス頃だったためである。

## 性質

### 形状と大きさ

ハウメアのシルエット。左は赤道方向から見た最大時と最小時 (1960×996 and 1518×996 km)、右は極軸方向から見た時 (1960×1518 km) の形状

オルティスらの発表では、この天体は冥王星の倍の大きさがあるとされていた。しかしその時にはすでに、ブラウンらにより衛星の観測による正確な質量が測定されており、追って発表された。その質量は冥王星の32%であり、同じ密度と球形を仮定するとサイズは冥王星の68％となる。ただし、ハウメアのアルベド（反射率）は不明であり、したがって、正確なサイズは不明である。変光周期などから3軸不等楕円体だと考えられており、長軸の長さは冥王星に匹敵すると推定されている。2017年にスペインのアンダルシア天文学研究所のオルティスやサントス＝サンズらがNature誌に発表した観測結果によれば、長軸は少なくとも2,300 km以上に達すると見込まれている。
衛星を持つため質量を測定することが可能で、およそ 4 ×1021 kg（冥王星の3分の1）と計算されている。準惑星の条件の1つである「重力平衡形状に達する」のに十分な質量を持っているにもかかわらず球体でないのは、自転周期が4時間弱とこのサイズの天体としては非常に短いためである。ハウメアの自転が速いのはかつて大規模な衝突を経験したからであり、2つの衛星もその時に出来たと思われる。
これらの見積もりが正しければ、ハウメアは太陽系外縁天体のなかでも最も大きい部類に入る。セドナ、オルクス、クワオアーよりも大きく、冥王星、エリスに次ぎ3番目に大きいということになる。ただしマケマケのほうがわずかに上回る可能性がある。

### 軌道

マケマケ（青）、ハウメア（緑）、冥王星（赤）と海王星（灰）の軌道

ハウメアは海王星と軌道共鳴の関係にないためキュビワノ族に分類されるが、大きな離心率と軌道傾斜角を持つ。これは、海王星により軌道が散乱されたためである。
発見当時、太陽からおよそ51auの距離にあった。軌道が楕円形をしているため、近日点距離は35auと考えられている。公転面は他の惑星に比べておよそ28度の傾きがあり、また公転速度が遅いことから、発見されるのが遅れた。

### 表面
ジェミニ天文台で行われた分光分析によると、天体表面には水の氷が存在している。これは冥王星の衛星カロンにも見られる性質である。

## 衛星と環

### 衛星
2005年の1月から6月にかけてW・M・ケック天文台で行われた観測によって、2003 EL61（ハウメア）の衛星が2個発見された。1個目は同年7月29日に母天体と同時に、2個目は11月29日に発表された。質量はそれぞれハウメアの約1%、約0.2%とみられている。カリフォルニア工科大学ではサンタクロースの橇を引くトナカイにちなんで、第1衛星をルドルフ、第2衛星をブリッツェンという愛称で呼んでいた。
2008年9月、第1衛星はヒイアカ、第2衛星はナマカと命名された。いずれもハウメアの娘に由来する。
| 名前 | 名前                                            | 直径 (km) | 軌道傾斜角 （度）                     | 離心率          | 軌道半長径 (km) | 公転周期 （日）  |
| ---- | ----------------------------------------------- | --------- | ------------------------------------- | --------------- | --------------- | ---------------- |
| II   | ナマカ S/2005 (136108) 2 S/2005 (2003 EL61) 2   | ≒160      | (113.013 ± 0.075) / (13.41 ± 0.08)(*) | 0.249 ± 0.015   | 25,657 ± 91     | 18.2783 ± 0.0076 |
| I    | ヒイアカ S/2005 (136108) 1 S/2005 (2003 EL61) 1 | ≒320      | 126.356 ± 0.064                       | 0.0513 ± 0.0078 | 49,880 ± 198    | 49.462 ± 0.083   |

- (*)…ヒイアカの軌道に対する角度

### 環
2017年に、準惑星としては初めて環が発見されたことが報告された。これは、ハウメアが遠方の恒星を掩蔽する様子を観測していた際、掩蔽の直前と直後に恒星の光が暗くなる様子が観測されたことで環の存在が確認されたものである。環は、ハウメア上空1,000 kmの軌道に70 kmほど幅で広がっていると考えられている。ラビノウィッツは、そう遠くない昔、数億年前から10億年前にハウメアに天体が衝突した結果生じたものとしている。

## ハウメア族
(136108) ハウメアは、外縁天体で最初に発見された族（collisional family: キュビワノ族や冥王星族のように軌道要素が似ているだけではなく、同一の母天体から形成された小天体群）の中で最大の天体である。この族にはハウメアの2個の衛星、(55636) 2002 TX300、(24835) 1995 SM55、(19308) 1996 TO66、(120178) 2003 OP32、そして(145453) 2005 RR43が含まれる。